# Top 12 2020 (Frauen)
Die Top 12 2020 sollte die 18. französische Mannschaftsmeisterschaft im Schach der Frauen sein. Wegen der COVID-19-Pandemie wurde der Wettbewerb komplett abgesagt, die Startberechtigungen behielten ihre Gültigkeit für die Austragung 2021.
Titelverteidiger ist C.E.M.C. Monaco, aus der Nationale I waren im Vorjahr Cercle d’Echecs de Strasbourg, der Club 608 d’échecs de Paris, Echiquier Domloupéen und Echiquier Médocain aus Lesparre-Médoc aufgestiegen.
Die zwölf teilnehmenden Vereine hätten zunächst vom 7. bis 10. Mai in zwei Vorrundengruppen mit je sechs Mannschaften ein einfaches Rundenturnier spielen sollen. Über die Platzierung hätte zunächst die Anzahl der Mannschaftspunkte (3 Punkte für einen Sieg, 2 Punkte für ein Unentschieden, 1 Punkt für eine Niederlage, 0 Punkte für eine kampflose Niederlage) entschieden, danach der direkte Vergleich, anschließend die Differenz zwischen Gewinn- und Verlustpartien und letztendlich die Zahl der Gewinnpartien. Die beiden Letzten jeder Vorrunden wären in die Nationale I abgestiegen, während sich jeweils die beiden Erstplatzierten für die Finalrunde qualifiziert hätten. Diese sollte am 27. und 28. Juni im k.-o.-System ausgetragen werden, wobei auch der dritte Platz ausgespielt worden wäre.